# Systellorrhina erlangeri
Systellorrhina erlangeri är en skalbaggsart som beskrevs av Preiss 1902. Systellorrhina erlangeri ingår i släktet Systellorrhina och familjen Cetoniidae. Inga underarter finns listade i Catalogue of Life.